# Saprosites excisus
Saprosites excisus är en skalbaggsart som beskrevs av Rudolph Petrovitz 1976. Saprosites excisus ingår i släktet Saprosites och familjen Aphodiidae. Inga underarter finns listade i Catalogue of Life.